# José Cazorla
Pour les articles homonymes, voir Cazorla et Maure.
José Cazorla Maure, né à Madrid en 1906 et assassiné dans cette même ville le 8 avril 1940 par les nationalistes, est un homme politique espagnol, personnalité de la République pendant la guerre d'Espagne.

## Biographie
En février 1932, aux débuts de la République, José Cazorla, alors membre des Jeunesses socialistes, est élu porte-parole de la commission exécutive de ce mouvement de jeunesse.
En mars 1936, José Carzola participe, avec Santiago Carrillo, à la création des Jeunesses socialistes unifiées (JSU), mouvement politique de la jeunesse, fondé en mars 1936, issues de la fusion de l'Union des jeunesses communistes d'Espagne (UJCE) du Parti communiste d'Espagne (PCE) avec les Jeunesses socialistes du PSOE.
La guerre d'Espagne éclate en juillet 1936. Le 27 décembre 1936, José Cazorla remplace Santiago Carrillo à la tête de la Junta de Defensa de Madrid. 
En 1937, il épouse l'universitaire Aurora Arnaiz, Ils ont un fils, Carlos.
Le 18 juillet 1936, il est nommé gouverneur civil d'Albacete, puis à partir de mai 1938 gouverneur civil de Guadalajara jusqu'en mars 1939, date à laquelle il est arrêté par les nationalistes avec Aurora. Le petit Carlos meurt dans la prison de Guadalajara dans laquelle la famille est incarcérée.
José Carzola est condamné à mort, puis fusillé, avec 17 autres républicains, le 8 avril 1940 par les franquistes sur les murs du cimetière de La Almudena de Madrid.

## Postérité
Sa veuve, Aurora Arnaiz, parvient à s'exiler en France lors de la Retirada, puis au Mexique, où elle devient une écrivaine célèbre et une universitaire reconnue de l'Université nationale autonome du Mexique.